# ナタ・マリック
ナタ・マリック(Nata Mallick,1922年生～)とはインド西ベンガル州の死刑執行人である。
2008年現在までに25人の絞首刑を執行している。
西ベンガル州では1993年を最期に死刑停止状態になり、彼は1994年に引退していた。
インド全体では1995年以降死刑停止状態が続いていた。
しかし、2004年8月14日にw:en:Dhananjoy Chatterjeeの死刑を執行するために彼は再雇用された。
死刑執行当時、彼の年齢は83歳だった。
この時には当時21歳だった孫のプラブハット・マリックが死刑執行人助手を勤めた。
インドでは死刑執行人はカースト制度の底辺層の職業であり、このままインドの死刑が存続するのであれば、プラブハットが次の死刑執行人になる可能性がある。